# La Nuit de la Saint-Sylvestre
Pour les articles homonymes, voir Saint-Sylvestre.
Pour plus de détails, voir Fiche technique et Distribution.
La Nuit de la Saint-Sylvestre (en allemand : Sylvester: Tragödie einer Nacht) est un Kammerspielfilm muet allemand réalisé par Lupu Pick et sorti en 1924.
Filmé en 1923, le film est connu pour être l'un des premiers films du genre Kammerspiel et d'avoir été novateur par l'utilisation extensive de la entfesselte Kamera, qui suit l'action au lieu d'être statique. Comme dans les films précédents de Pick, La Nuit de la Saint-Sylvestre ne comporte pas d'intertitres.
La première s'est déroulée à Berlin le 4 janvier 1924.

## Distribution
- Eugen Klöpfer : l'homme
- Edith Posca : la femme
- Frida Richard : la mère
- Karl Harbacher :
- Julius E. Herrmann :
- Rudolf Blümner :